# Smrt u igri
Smrt u igri je strip epizoda Dilana Doga objavljena premijerno u Srbiji u svesci #217. u izdanju Veselog četvrtka. Na kioscima se pojavila 26. septembra 2024. Koštala je 450 dinara (3,8 €; 4,1 $). Imala je 94 strane.

## Originalna epizoda
Originalna epizoda pod nazivom La morte in palio objavljena je premijerno u #427. regularne edicije Dilana Doga u Italiji u izdanju Bonelija. Izašla je 30.1.2022. Koštala je 4,9 €. Scenario je napisali Ritae Poreto i Silvija MErikone, a nacrtao Paolo Armitano. Naslovnu stranu su nacrtali braća Đanluka i Raul Čestaro.

## Prethodna i naredna sveska
Prethodna sveska regularne edicije nosila je naslov Grabljivci (#216), a naredna Život i njegova suprotnost (#218).
Pogledati: Dilan Dog (spisak epizoda)